# Eastern League
Eastern League es una liga de béisbol profesional de Estados Unidos que opera al noreste de ese país. Forma parte de las Ligas Menores, categoría Doble A. Cada equipo está afiliado a otro de las Grandes Ligas con el fin de fomentar el desarrollo de beisbolistas para el posterior ingreso a las mayores.

## Historia
La liga original surgió en 1923 bajo el nombre de New York-Pennsylvania League (sin relación con la actual de ese nombre), los equipos que participaban pertenecían a esos dos estados, pero en 1936 una de las franquicias se trasladó de Nueva York a Nueva Jersey y dos años después otro conjunto de Pensilvania fue movido a Connecticut hizo que se renombrara la liga a su actual denominación. A partir de 1963 la Eastern League alcanzó la categoría Doble A hasta hoy.
Entre 1923 y 1993 la liga estuvo integrada entre seis y ocho equipos, pero en 1994 se aceptó la primera expansión aumentando el número de equipos a diez y fijando las dos divisiones. En 1999 se dio una segunda expansión para alcanzar las doce franquicias.

## Equipos actuales
| Division       | Team                      | MLB Affiliation       | City                        | Stadium                        | Capacity |
| -------------- | ------------------------- | --------------------- | --------------------------- | ------------------------------ | -------- |
| División Este  | Binghamton Rumble Ponies  | New York Mets         | Binghamton, Nueva York      | NYSEG Stadium                  | 6,012    |
| División Este  | Hartford Yard Goats       | Colorado Rockies      | Hartford, Connecticut       | Dunkin' Donuts Park            | 6,000    |
| División Este  | New Hampshire Fisher Cats | Toronto Blue Jays     | Manchester, Nuevo Hampshire | Northeast Delta Dental Stadium | 6,500    |
| División Este  | Portland Sea Dogs         | Boston Red Sox        | Portland, Maine             | Hadlock Field                  | 7,368    |
| División Este  | Reading Fightin Phils     | Philadelphia Phillies | Reading, Pensilvania        | FirstEnergy Stadium            | 9,000    |
| División Este  | Trenton Thunder           | New York Yankees      | Trenton, Nueva Jersey       | Arm & Hammer Park              | 6,150    |
| División Oeste | Akron RubberDucks         | Cleveland Indians     | Akron, Ohio                 | Canal Park                     | 9,447    |
| División Oeste | Altoona Curve             | Pittsburgh Pirates    | Altoona, Pensilvania        | Peoples Natural Gas Field      | 7,210    |
| División Oeste | Bowie Baysox              | Baltimore Orioles     | Bowie, Maryland             | Prince George's Stadium        | 10,000   |
| División Oeste | Erie SeaWolves            | Detroit Tigers        | Erie, Pensilvania           | UPMC Park                      | 6,000    |
| División Oeste | Harrisburg Senators       | Washington Nationals  | Harrisburg, Pensilvania     | Metro Bank Park                | 6,187    |
| División Oeste | Richmond Flying Squirrels | San Francisco Giants  | Richmond, Virginia          | The Diamond                    | 9,560    |

## Historial
| - 1923 Williamsport - 1924 Williamsport - 1925 York y Williamsport - 1926 Scranton - 1927 Harrisburg - 1928 Harrisburg - 1929 Binghamton - 1930 Wilkes-Barre - 1931 Harrisburg - 1932 Wilkes-Barre - 1933 Binghamton - 1934 Williamsport - 1935 Binghamton - 1936 Scranton - 1937 Elmira - 1938 Elmira - 1939 Scranton - 1940 Binghamton - 1941 Elmira - 1942 Scranton - 1943 Elmira - 1944 Binghamton - 1945 Albany - 1946 Scranton - 1947 Utica - 1948 Scranton - 1949 Binghamton - 1950 Wilkes-Barre - 1951 Scranton |  | - 1952 Binghamton - 1953 Binghamton - 1954 Albany - 1955 Allentown - 1956 Schenectady - 1957 Reading - 1958 Binghamton - 1959 Springfield - 1960 Williamsport y Springfield - 1961 Springfield - 1962 Elmira - 1963 Charleston - 1964 Elmira - 1965 Pittsfield - 1966 Elmira - 1967 Binghamton - 1968 Reading - 1969 York - 1970 Waterbury - 1971 Elmira - 1972 West Haven - 1973 Reading - 1974 Thetford Mines - 1975 Bristol - 1976 West Haven - 1977 West Haven - 1978 Bristol - 1979 West Haven - 1980 Holyoke |  | - 1981 Bristol - 1982 West Haven - 1983 New Britain - 1984 Vermont - 1985 Vermont - 1986 Vermont - 1987 Harrisburg - 1988 Albany - 1989 Albany - 1990 London - 1991 Albany - 1992 Binghamton - 1993 Harrisburg - 1994 Binghamton - 1995 Reading - 1996 Harrisburg - 1997 Harrisburg - 1998 Harrisburg - 1999 Harrisburg - 2000 New Haven - 2001 Reading y New Britain - 2002 Norwich - 2003 Akron - 2004 New Hampshire - 2005 Akron - 2006 Portland - 2007 Trenton - 2008 Trenton |